# Molong
Molong est une ville australienne située dans la zone d'administration locale de Cabonne, dont elle est le siège administratif, dans l'État de Nouvelle-Galles du Sud en Australie.

## Géographie
La ville est située sur la Mitchell Highway à 30 km au nord-ouest d'Orange et à 300 km à l'ouest de Sydney.
Le nom de la ville est d'origine aborigène.

## Démographie
En 2016, la population s'élevait à 2 577 habitants.